# Buszmicze
Buszmicze (biał. Бушмічы, Buszmiczy) – wieś położona na Białorusi, w rejonie kamienieckim obwodu brzeskiego. Miejscowość wchodzi w skład Sielsowietu Wierzchowice. 
Większość mieszkańców wsi to Białorusini wyznania prawosławnego, którzy należą do parafii w Wierzchowicach.